# Gobernación de Amara
El Gobierno de Amara (Governo d'Amara, en italiano) fue una de las 6 provincias, en las cuales se subdividió el África Oriental Italiana, como parte del Imperio Italiano, en la actual Etiopía. 
Fue instituido el 1 de junio de 1936, luego de la conquista italiana de Etiopía. Cesando de existir en noviembre de 1941, tras la capitulación de las fuerzas italianas en Etiopía, tras la batalla de Gondar, durante la Segunda Guerra Mundial. Amara fue el último bastión italiano en rendirse a los ingleses.

## Subdivisiones
El Gobierno de Amara estaba formado por los comisariados de:
| - Begemder, - Debra Berhan, - Wollo, | - Gojjam Oriental, - Gojjam Occidental, - Gondar | - Semien, - Jeggiu, - Uag Lasta. |

## Gobernadores
- Alessandro Pirzio Biroli: del 1 de junio de 1936 al 15 de diciembre de 1937.
- Ottorino Mezzetti: del 15 de diciembre de 1937 al 1 de enero de 1939.
- Luigi Frusci: del 1 de enero de 1939 al 19 de mayo de 1941.
- Guglielmo Nasi: del 19 de maggio al 27 de noviembre de 1941 .